# Letlands håndboldlandshold (herrer)
Letlands håndboldlandshold for mænd er det mandlige landshold i håndbold for Letland. Det repræsenterer landet i internationale håndboldturneringer. De reguleres af Letlands håndboldforbund. Holdet deltog i kvalificeringen, til VM 2007, og endte på en 3.-plads i Gruppe 4. Holdet deltog ved IHF Emerging Nations Championship i 2015, hvor de endte på 2. plads, efter at de tabte finalen mod Færøerne.
Holdet kvalificerede sig for første gang til en slutrunde, ved EM i håndbold 2020.

## Kendte spillere
- Evars Klešniks
- Aivis Jurdžs
- Dainis Krištopāns